# Křížová chodba

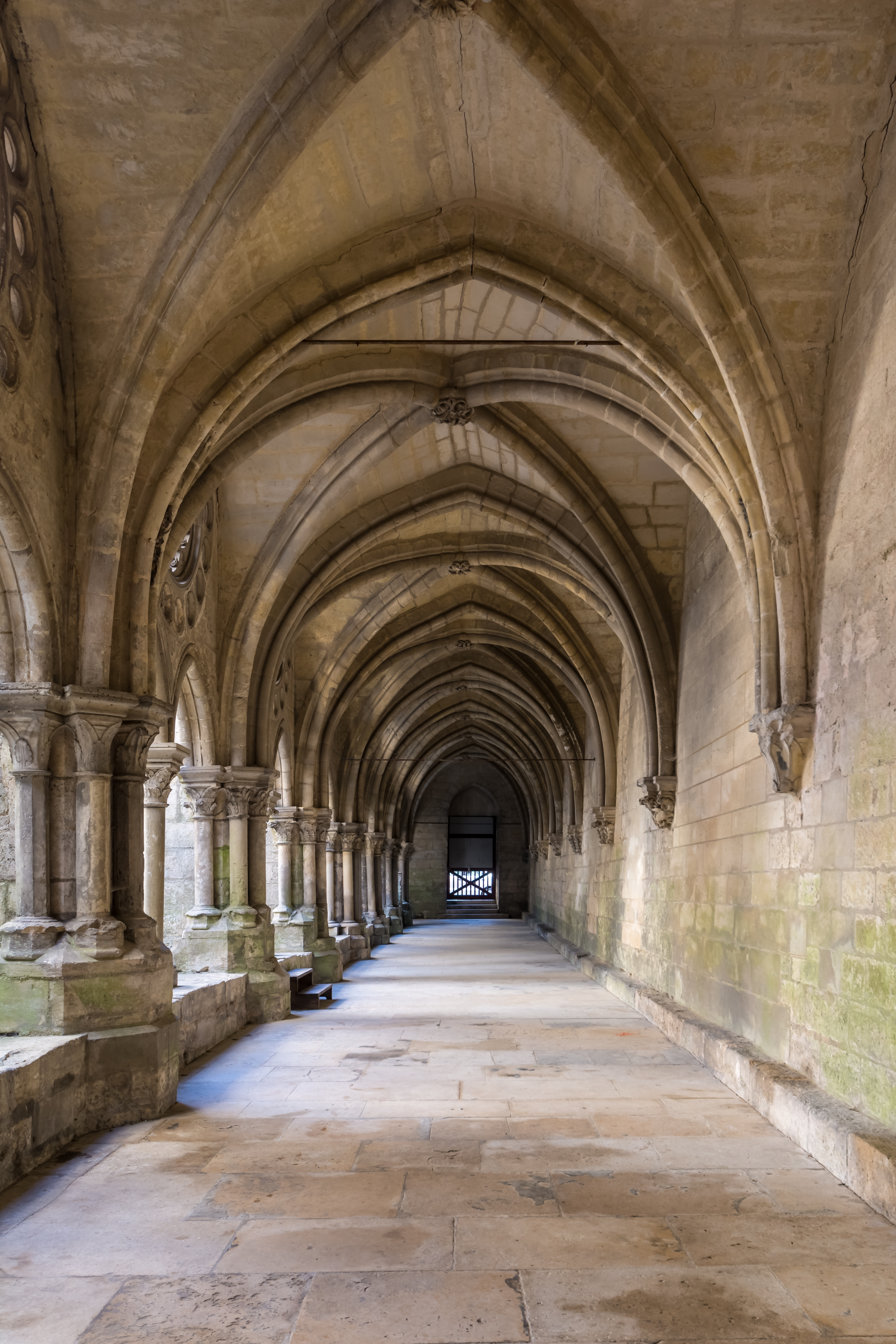
Křížová chodba kláštera při katedrále v Laonu

Křížová chodba (z něm. Kreuzgang, latinsky claustrum) je krytá, často klenutá chodba, která obepíná čtvercový vnitřní dvůr (tzv. rajský dvůr) klášterních nebo kapitulních budov a je do něho otevřena arkádami.

## Terminologie
Terminologie není jednotná, a tak se pro křížovou chodbu někdy používá i název kvadratura nebo ambit, někdy se jím naopak označuje celý rajský dvůr. Název křížová chodba odpovídá německému Kreuzgang a je analogií ke křížové cestě. Latinsky se nazývá claustrum od slovesa claudere, uzavírat, a souvisí s označením veřejnosti uzavřené části kláštera – klauzurou. Z latinského názvu claustrum jsou odvozena označení křížové chodby v dalších jazycích, například anglické cloister a francouzské cloître, ale také české slovo "klášter" (tak jako německé Kloster).

## Účel

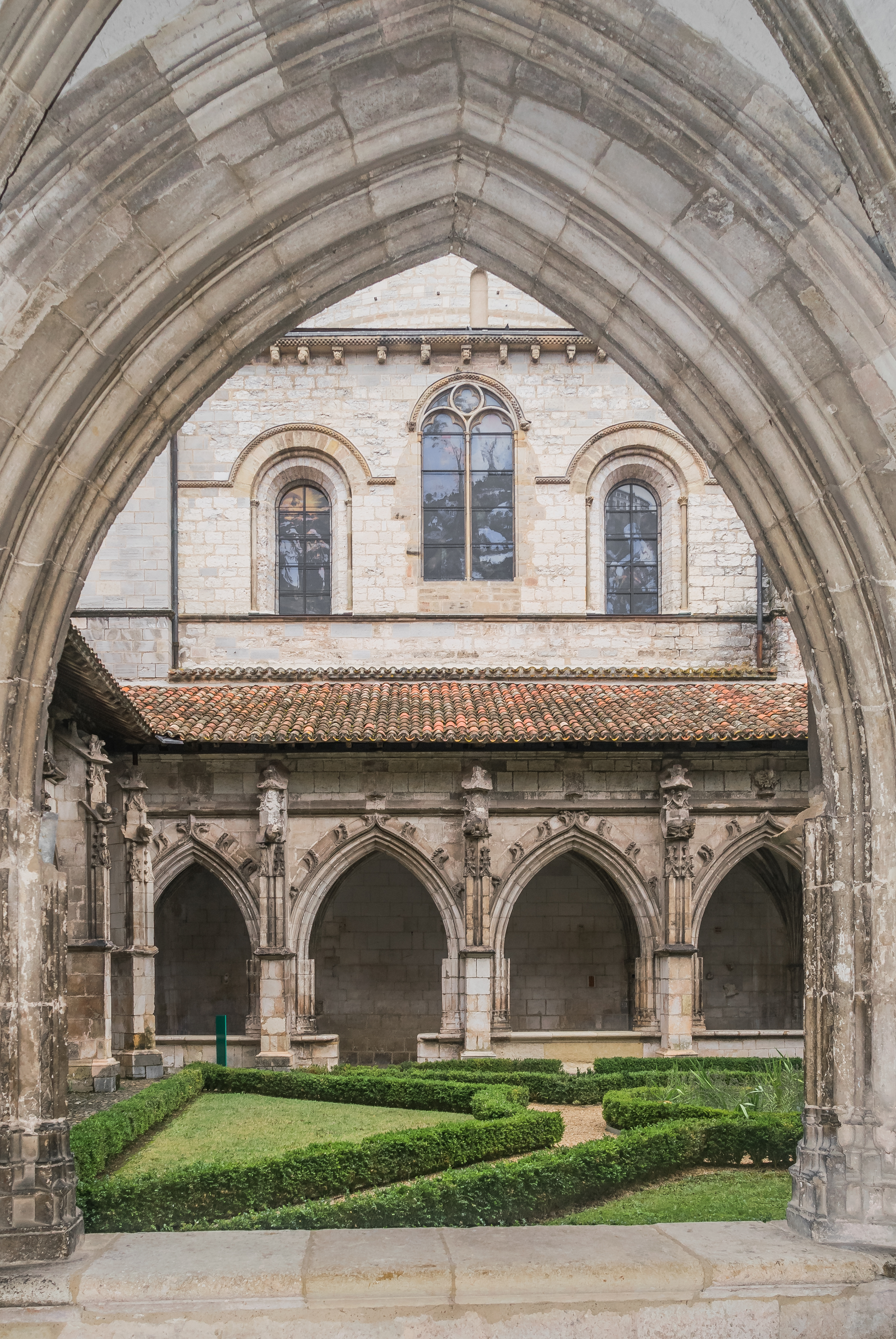
Arkády křížové chodby (Cahors)

Křížová chodba je spojovací chodba klášterních prostor a místností. Z jedné strany (nejčastěji na severu) obvykle přiléhá ke klášternímu kostelu, na zbylých třech stranách jsou z ní přístupné kapitulní síň, společná jídelna (refektář), ložnice (dormitář) a další prostory. Sloužila i jako prostor pro meditaci a odpočinek v zahrádce ve dvoře, kde byla také studna. V severnějších zemích s chladným počasím se arkády zčásti zazdívaly a zasklívaly.

## Historie
Křížová chodba se patrně vyvinula z římského peristylu, sloupové chodby kolem atria, ústředního čtvercového dvorku, z něhož se vcházelo do jednotlivých místností domu. Stejné uspořádání pak převzaly i středověké univerzity, paláce a další veřejné budovy. Křížová chodba se zachovala v mnoha klášterech, ale také například v Magdalen College v Oxfordu, zčásti i v pražském Karolinu. Od 16. století se sice základní uspořádání zachovává, chodby jsou ale uzavřené a místo arkád mají okna, aby se prostory daly vytápět.

## Galerie

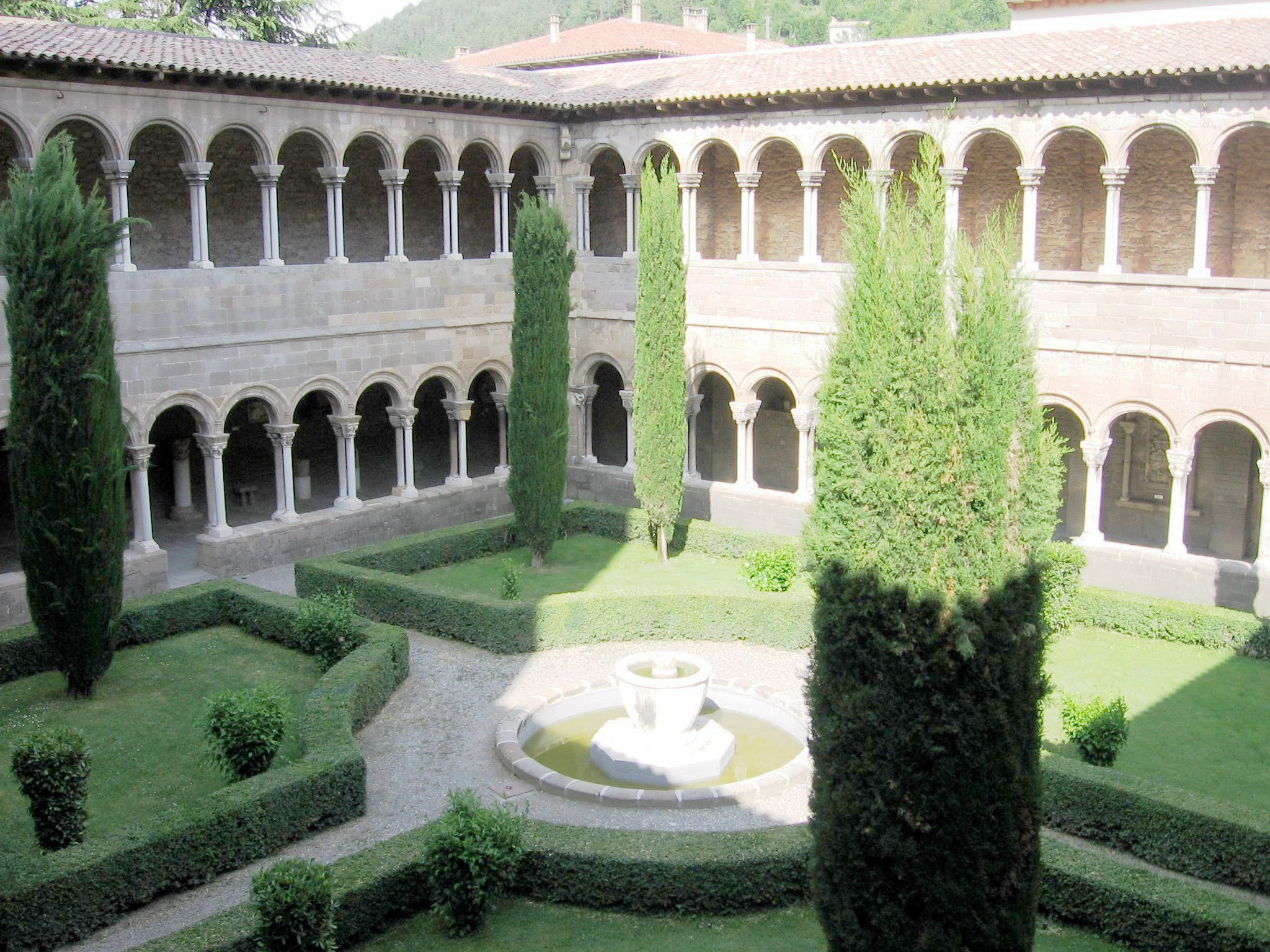
Rajský dvůr s křížovou chodbou v katalánském klášteře Ripoll ve Španělsku
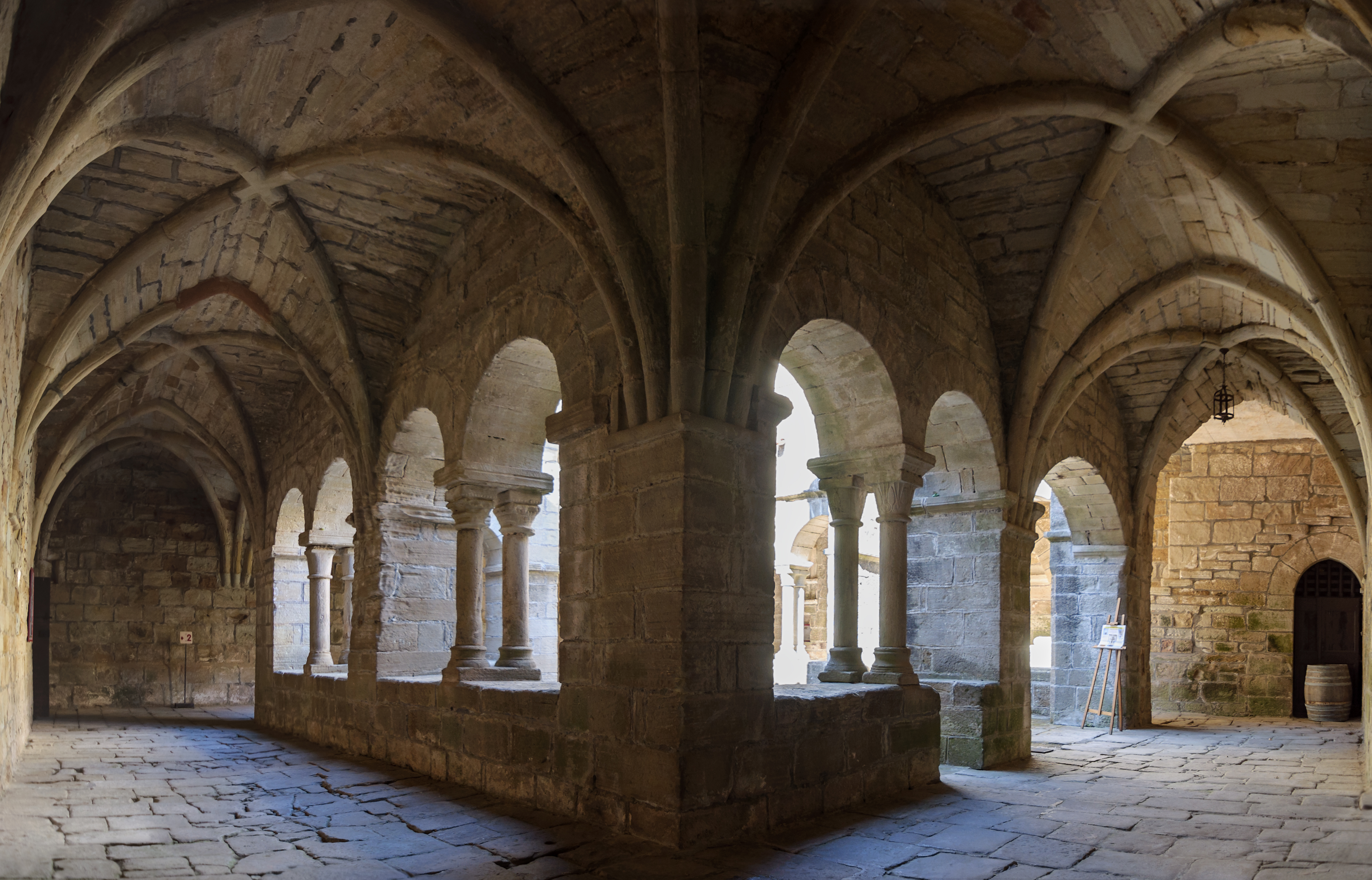
Klášter Saint-Michel de Grandmont (dep. Hérault v jižní Francii)
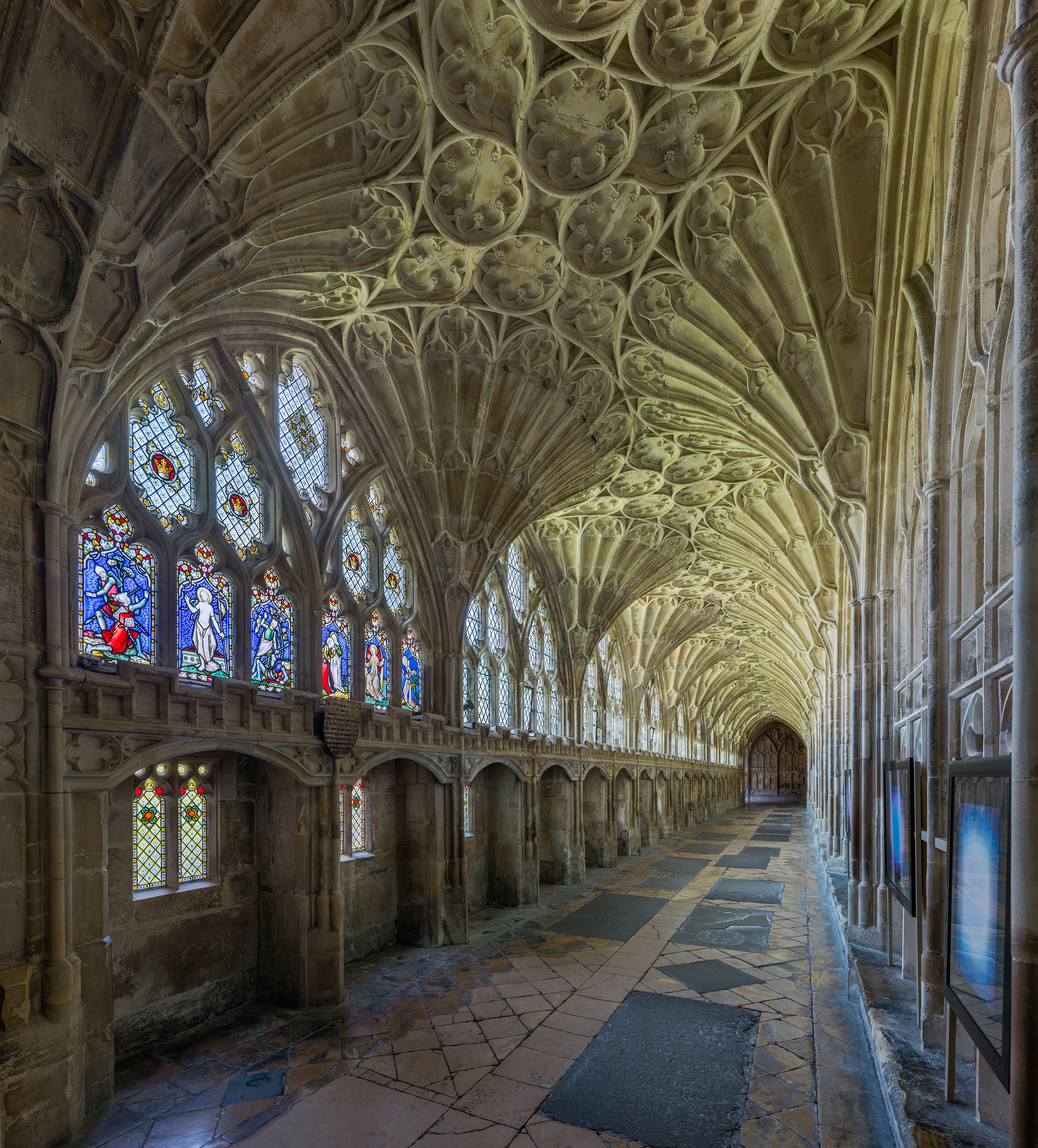
Křížová chodba kláštera při katedrále v Gloucesteru s nejstarším použitím vějířové klenby
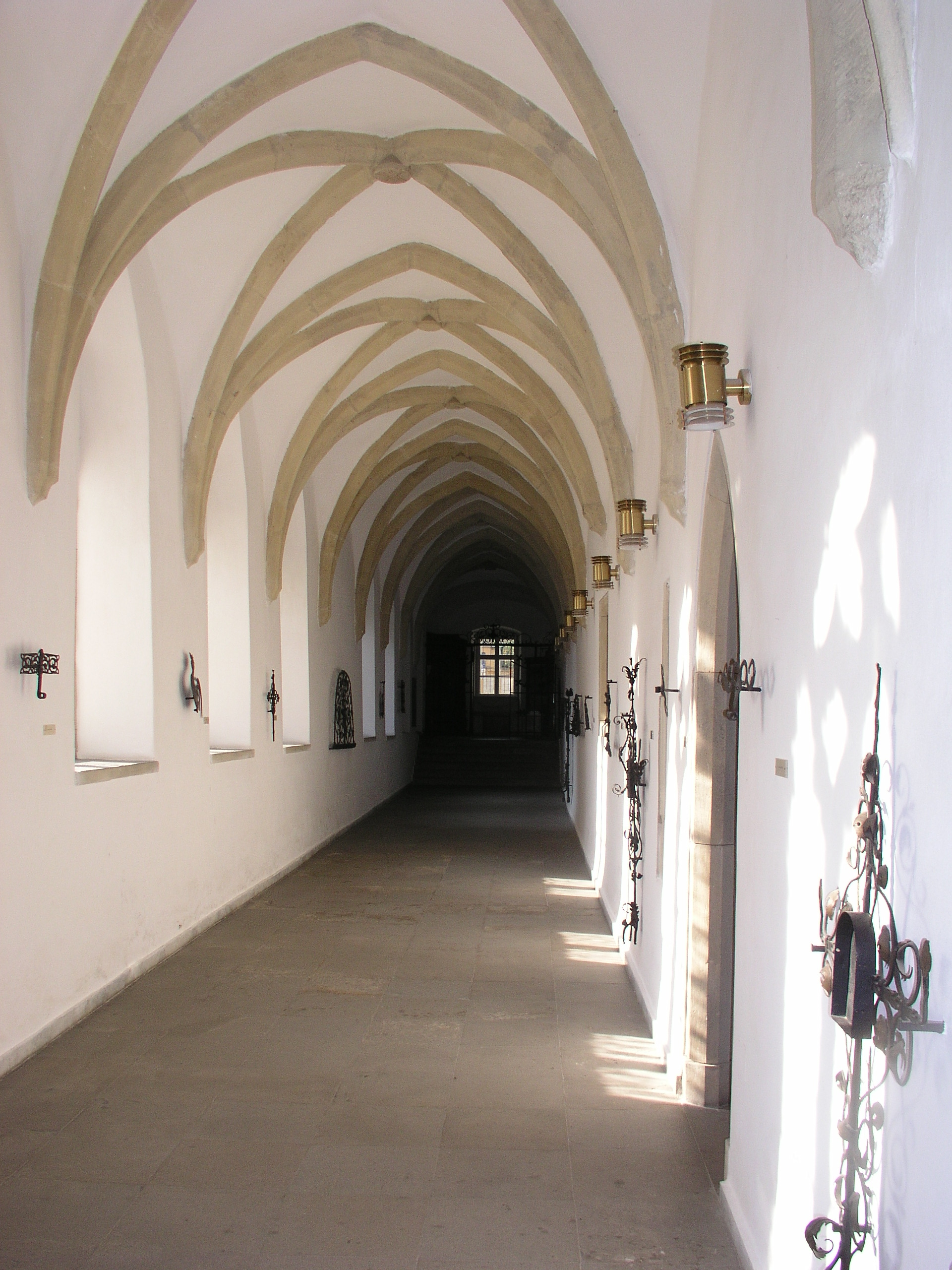
SZ trakt křížové chodby minoritského kláštera ve Znojmě
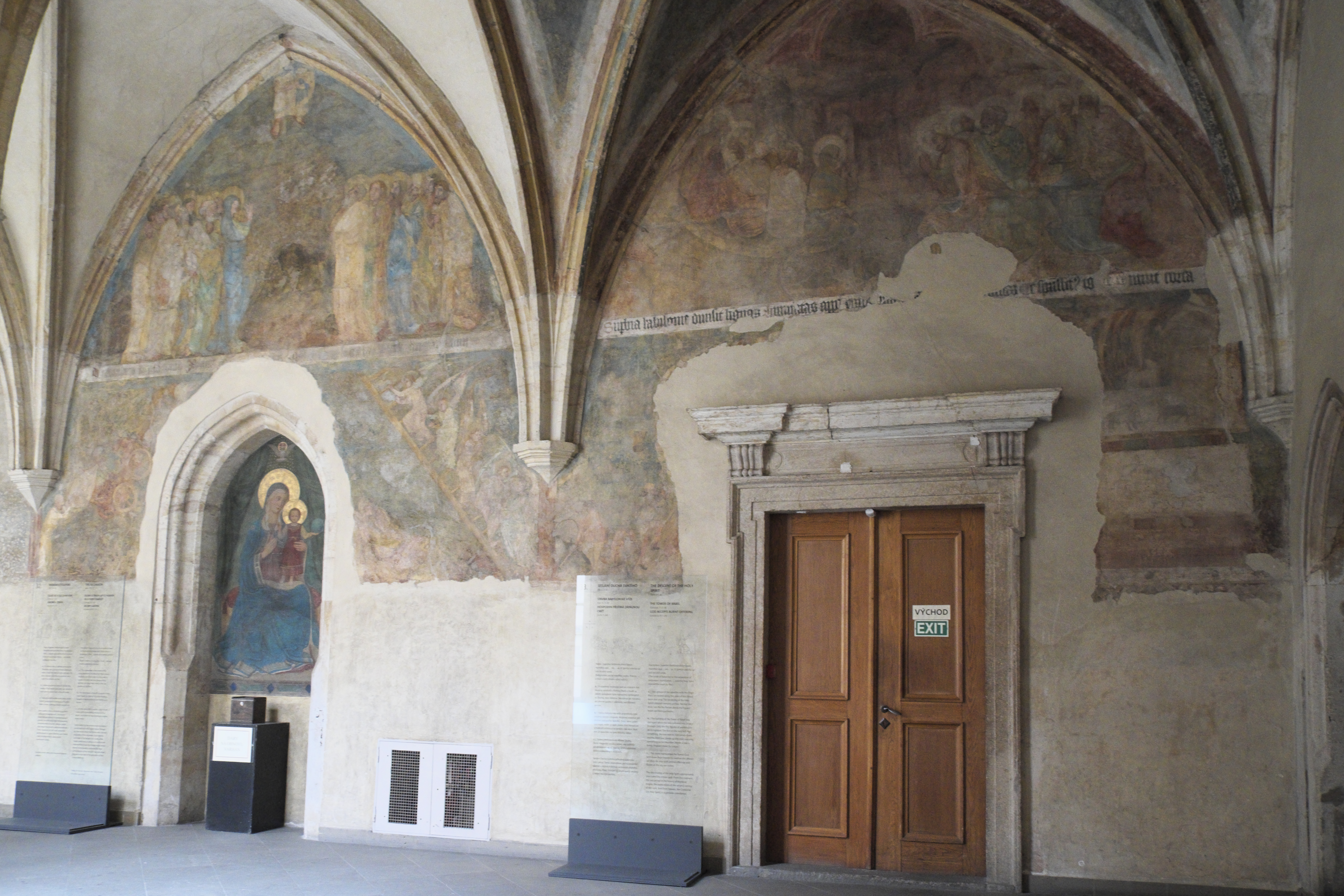
Gotické malby v křížové chodbě Emauzského kláštera